# Tim Collins (baseball)
Pour les articles homonymes, voir Tim Collins et Collins.
Timothy « Tim » Collins , né le 21 août 1989 à Worcester (Massachusetts), est un lanceur de relève gaucher qui a joué pour les Royals de Kansas City, les Nationals de Washington et les Cubs de Chicago dans la Ligue majeure de baseball de 2011 à 2019.
Avec une taille de 1,70 m (5 pieds et 7 pouces), Collins est le plus petit lanceur en activité dans les majeures et le deuxième joueur le plus petit après José Altuve.

## Biographie

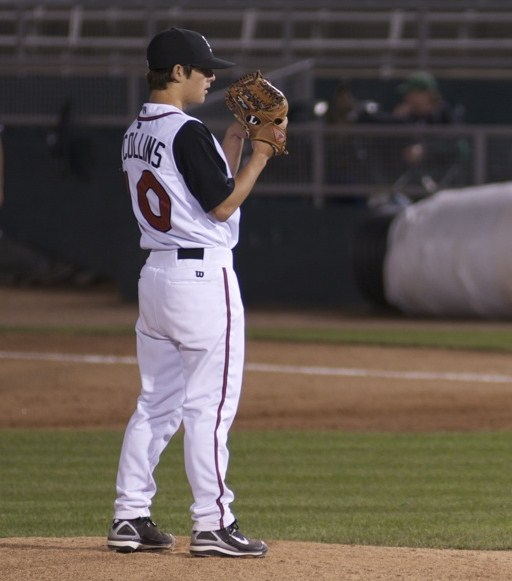
Tim Collins en 2008 avec les Lugnuts de Lansing, un club mineur affilié aux Blue Jays de Toronto.

Après des études secondaires à la Worcester Tech High School de Worcester (Massachusetts), Tim Collins est recruté comme agent libre amateur par les Blue Jays de Toronto en 2007. 
Encore joueur de ligues mineures, il est le 14 juillet 2010 échangé avec Álex González et Tyler Pastornicky, deux joueurs d'arrêt-court, aux Braves d'Atlanta en retour du lanceur gaucher Jo-Jo Reyes et de l'arrêt-court Yunel Escobar. À peine 17 jours plus tard, Collins est impliqué dans un nouvel échange : avec le voltigeur Gregor Blanco et le lanceur gaucher Jesse Chavez, il passe cette fois aux Royals de Kansas City, en retour du releveur droitier Kyle Farnsworth et du voltigeur Rick Ankiel.

### Royals de Kansas City

#### Saison 2011
Collins fait ses débuts en Ligue majeure à l'occasion du match d'ouverture de la saison 2011 des Royals, le 31 mars 2011. Il effectue une relève d'une manche, n'accordant à l'occasion aucun coup sûr et aucun point. Le 3 avril, il lance de la 11e à la 13e manche d'un match contre les Angels qui va en prolongation et est crédité de sa première décision gagnante dans les grandes ligues. À sa saison recrue, Collins est envoyé 68 fois au monticule par les Royals. Il compte 60 retraits sur des prises en 67 manches lancées et une moyenne de points mérités de 3,63. Il remporte 4 victoires et 4 défaites sont portées à sa fiche.

#### Saison 2012
Collins offre des performances constantes au sein d'un dominant personnel de releveurs à Kansas City au cours des saisons subséquentes. Il abaisse sa moyenne de points mérités à 3,36 en 69 manches et deux tiers lancées et 72 matchs joués en 2012. Ses 93 retraits sur des prises cette année-là représentent le plus haut total par un releveur gaucher de la Ligue américaine, et le second plus haut de la saison dans les majeures après les 122 d'Aroldis Chapman pour Cincinnati, dans la Ligue nationale.

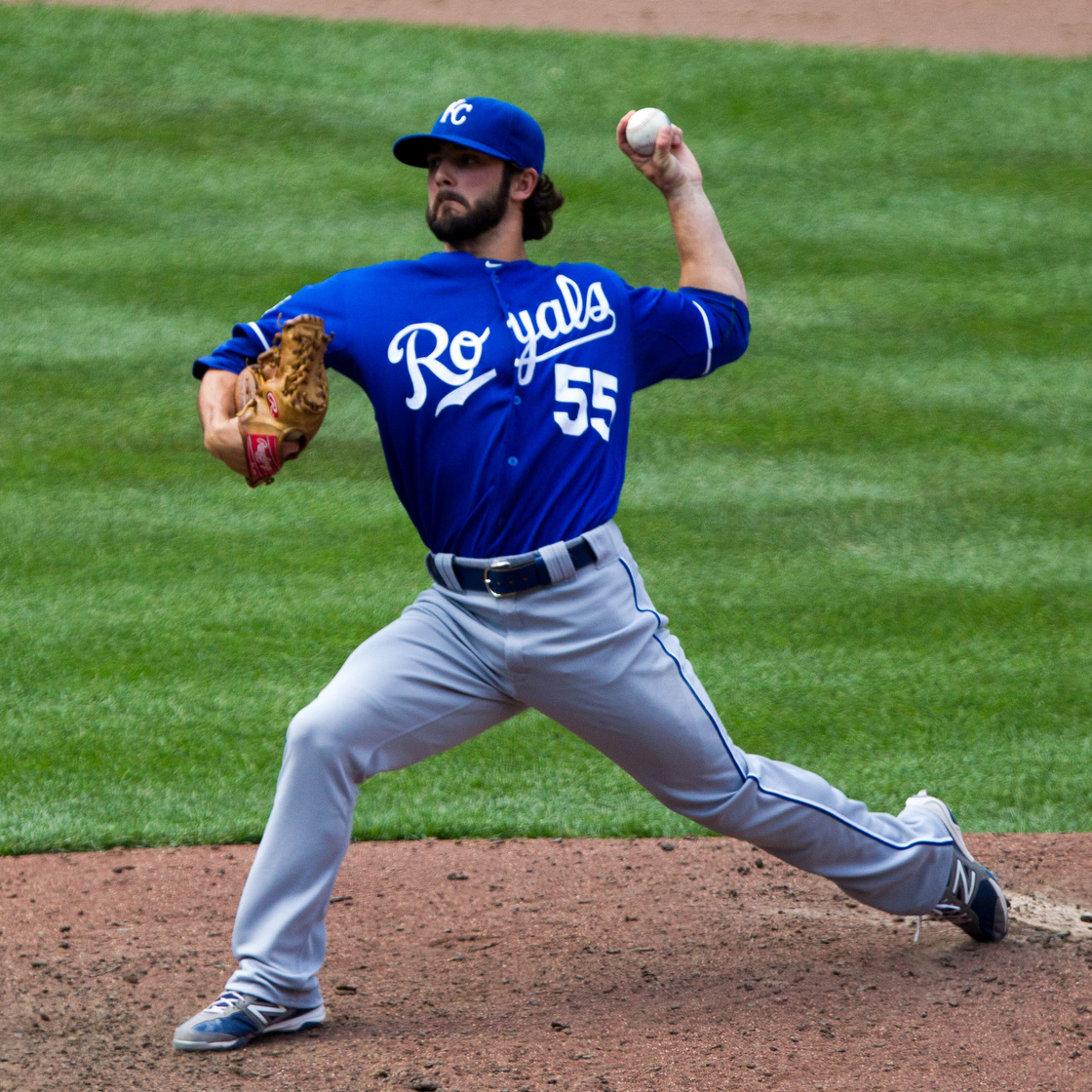
Tim Collins lançant en mai 2012 pour Kansas City.

#### Saison 2013
Il effectue 66 sorties en 2013 et maintient une moyenne de 3,54 en 53 manches et un tiers de travail.
Les Royals évitent l'arbritage avec Collins et lui accordent un contrat de 1 362 500 dollars pour la saison 2014, ce qui est plus du double des 534 500 dollars touchés en 2013. 

#### Saison 2014
Jusque-là l'homme de confiance du gérant Ned Yost pour affronter les frappeurs droitiers, le gaucher Collins éprouve des difficultés en 2014, alors que des douleurs au coude apparaissent en avril, puis que des maux de dos le contraignent à faire un séjour avec le club-école d'Omaha durant l'été pour reprendre la forme. Il ne lance pas pour les Royals du 16 juin au 19 septembre mais revient juste à temps pour aider Kansas City à décrocher une première qualification en séries éliminatoires depuis 1985. Il complète une courte saison régulière avec trois défaites, une moyenne de points mérités de 3,86 en 22 matchs et 15 retraits sur des prises en seulement 21 manches lancées. Sa moyenne se chiffre à 3,18 en 5 manches et deux tiers lancées lors de 4 sorties en matchs d'après-saison. Il lance 5 de ces manches dans la Série mondiale 2014 perdue par les Royals, et, malgré 6 retraits sur des prises, accorde deux points mérités, deux buts-sur-balles et 6 coups sûrs aux Giants de San Francisco.

#### Saison 2015
Malgré ses ennuis de santé de la saison précédente, Collins évite encore l'arbitrage lorsqu'en janvier 2015 les Royals haussent son salaire annuel à 1,475 million de dollars. Il n'a toutefois pas l'occasion de monter sur la butte une seule fois car, dès mars 2015, une blessure au ligament du coude gauche entraîne une opération de type Tommy John et une convalescence de plus d'un an.